# Policy of Truth
«Policy of Truth» (en español Política de la verdad) es el vigésimo quinto disco sencillo del grupo inglés de música electrónica Depeche Mode, el tercero desprendido de su álbum Violator, publicado en 1990.
Policy of Truth es un tema compuesto por Martin Gore que logró convertirse en un éxito más del Violator, especialmente en los Estados Unidos al igual que los sencillos «Personal Jesus» y «Enjoy the Silence» del mismo álbum. Como lado B aparece el instrumental «Kaleid».

## Descripción
Es como un viejo soul realizado de una forma electrónica, pues es uno de los temas eminentemente sintéticos del álbum Violator con una muy característica melodía de teclado en notación semi-grave acompañada por varios efectos, una letra llena de cinismo y un constante efecto de percusión suave.
Lo curioso es que contiene un sampler de cuerdas que complementa la melodía principal, pero es solo un sampler y aún en conciertos se hace siempre desde sintetizador, mientras la letra es una incitación a dirimir los problemas con una extrañísima propuesta a mentir u ocultar siempre que haga falta.
Está planteado como un tema bailable, uno de los más bailables del álbum, pero con una letra que de algún modo remite a las épocas anteriores del grupo británico en que experimentaba con sonidos duros y letras muy críticas de su tiempo, sin embargo «Policy of Truth» no es una canción sobre política sino sobre ideas, diferendos, reclamos y la manera de arreglar las cosas. De cualquier modo la letra es lo de menos contra lo rítmico de su melodía y las armonías que maneja, todo hecho desde los efectos que proporcionan los sintetizadores.
Aunque es un tema sintético muy bailable posee una cierta dureza por la constante de la percusión, la cual fue realizada también solo electrónicamente, además del cinismo impregnado en su letra, con todo lo cual hace una vaga reminiscencia de la etapa industrial de DM, pues la percusión se sostiene todo el tiempo.
Para su versión como sencillo comercial se adicionó una suave entrada electrónica, la misma que se emplea en el tema como puente después del segundo coro. Solo y exclusivamente para esta versión aparece con esa entrada.

## Lado B
El lado B fue el tema instrumental "Kaleid", de pesado sonido sintético recargado en efectos dramáticos aunque en una forma que sigue la estructura normal de cualquier tema musical, aunque su mayor característica es la ausencia de elementos acústicos, como el grupo hiciera con varios de los temas de Violator, incluso la percusión fue aún de caja de ritmos, sentando el tipo de instrumentales electrónicos que DM haría posteriormente.
"Kaleid" fue producido solo por Depeche Mode.

## Formatos

### En disco de vinilo
7 pulgadas Mute Bong19  Policy of Truth
| Lado A |                   |          |  |
| N.º    | Título            | Duración |  |
| 1.     | «Policy of Truth» | 5:05     |  |

| Lado B |          |          |  |
| N.º    | Título   | Duración |  |
| 1.     | «Kaleid» | 4:17     |  |

12 pulgadas Mute Bong19  Policy of Truth
| Lado A |                              |          |  |
| N.º    | Título                       | Duración |  |
| 1.     | «Policy of Truth» (Beat Box) | 6:31     |  |

| Lado B |                                 |          |  |
| N.º    | Título                          | Duración |  |
| 1.     | «Policy of Truth» (Capitol Mix) | 8:01     |  |
| 2.     | «Kaleid» (When Worlds Mix)      | 5:23     |  |

12 pulgadas Mute L12 Bong19  Policy of Truth
| Lado A |                                     |          |  |
| N.º    | Título                              | Duración |  |
| 1.     | «Policy of Truth» (Trancentral Mix) | 5:55     |  |

| Lado B |                                  |          |  |
| N.º    | Título                           | Duración |  |
| 1.     | «Kaleid» (Remix)                 | 4:36     |  |
| 2.     | «Policy of Truth» (Pavlov's Dub) | 6:02     |  |

12 pulgadas Sire/Reprise 21534  Policy of Truth
| Lado A |                                     |          |  |
| N.º    | Título                              | Duración |  |
| 1.     | «Policy of Truth» (Capitol Mix)     | 8:00     |  |
| 2.     | «Policy of Truth» (Trancentral Mix) | 5:53     |  |

| Lado B |                                  |          |  |
| N.º    | Título                           | Duración |  |
| 1.     | «Policy of Truth» (Beat Box Mix) | 7:14     |  |
| 2.     | «Kaleid» (When Worlds Mix)       | 5:23     |  |

### En CD
| CD Mute Bong19 Policy of Truth |                                 |          |  |
| N.º                            | Título                          | Duración |  |
| 1.                             | «Policy of Truth» (Beat Box)    | 6:30     |  |
| 2.                             | «Policy of Truth» (Capitol Mix) | 8:00     |  |
| 3.                             | «Kaleid» (Remix)                | 4:34     |  |

| LCD Mute Bong19 Policy of Truth |                                     |          |  |
| N.º                             | Título                              | Duración |  |
| 1.                              | «Policy of Truth» (Trancentral Mix) | 6:00     |  |
| 2.                              | «Kaleid» (When Worlds Mix)          | 5:22     |  |
| 3.                              | «Policy of Truth» (Pavlov's Dub)    | 5:51     |  |
| 4.                              | «Policy of Truth» (versión de 7”)   | 5:08     |  |
| 5.                              | «Kaleid» (versión de 7”)            | 4:16     |  |

| CD Sire/Reprise Policy of Truth |                                      |          |  |
| N.º                             | Título                               | Duración |  |
| 1.                              | «Policy of Truth» (versión sencillo) | 5:09     |  |
| 2.                              | «Policy of Truth» (Capitol Mix)      | 8:00     |  |
| 3.                              | «Policy of Truth» (Beat Box Mix)     | 7:13     |  |
| 4.                              | «Kaleid» (Remix)                     | 4:36     |  |
| 5.                              | «Policy of Truth» (Pavlov's Dub)     | 6:02     |  |

CD 2004
Realizado para la colección The Singles Boxes 1-6 de ese año.
| CD Bong19X Policy of Truth |                                     |          |  |
| N.º                        | Título                              | Duración |  |
| 1.                         | «Policy of Truth» (versión de 7”)   | 5:11     |  |
| 2.                         | «Kaleid» (versión de 7”)            | 4:19     |  |
| 3.                         | «Policy of Truth» (Beat Box)        | 7:14     |  |
| 4.                         | «Policy of Truth» (Capitol Mix)     | 8:02     |  |
| 5.                         | «Kaleid» (When Worlds Mix)          | 5:23     |  |
| 6.                         | «Policy of Truth» (Trancentral Mix) | 5:55     |  |
| 7.                         | «Kaleid» (Remix)                    | 4:38     |  |
| 8.                         | «Policy of Truth» (Pavlov's Dub)    | 6:03     |  |

## Video promocional
"Policy of Truth" fue dirigido por Anton Corbijn. El video musical, como otros tantos del director, maneja una idea simplista, presentando en blanco y negro a los cuatro integrantes cada quien con una chica que de pronto los abandona en un momento sin explicación alguna, dejándolos solos y meditabundos. Al momento en que los cuatro se encuentran juntos es cuando el video se torna de color al tiempo que por detrás de ellos se ven imágenes de la chica, manejando la tan frecuente idea en videos de DM de la no coexistencia; solo como un pensamiento o un recuerdo.
El video se incluye en las colecciones Strange Too de ese mismo año, en The Videos 86>98 de 1998 y en Video Singles Collection de 2016.
Para la gira Tour of the Universe Corbijn realizó adicionalmente una proyección de fondo sumamente simplista convirtiéndola en un auténtico divertimento para las interpretaciones en concierto, pues solo aparecía la esfera común a todas las proyecciones de esa gira llena de globos de colores, los cuales poco a poco iban cayendo volando por toda la pantalla hasta que la esfera quedaba vacía concluyendo con el tema. Cabe destacar que el estreno de esta proyección fue al inicio de la gira el 10 de mayo de 2009, pero para la canción "In Sympathy", el cual sin embargo no volvió a ser incorporado tras aquel concierto y la proyección posteriormente se utilizó solo en "Policy of Truth".

## En directo
"Policy of Truth" ha sido un tema frecuente en casi todas las giras de DM desde su publicación, así estuvo presente en el correspondiente World Violation Tour, seguidamente en los Devotional Tour, Exotic Tour y The Singles Tour. Posteriormente, se ha integrado en las giras Touring the Angel, Tour of the Universe, Delta Machine Tour y Global Spirit Tour como tema rotativo. Posteriormente, se reincorporó a mitad del Memento Mori World Tour como tema rotativo.
La interpretación se hacía como aparece en el álbum, casi totalmente sintética, aunque desde el Exotic Tour Alan Wilder llevó a cabo la percusión en batería, pues como todos los temas de DM desde esa gira se sustituyó la percusión electrónica por batería acústica, después en manos del austriaco Christian Eigner, quien supo dotar a la peculiar base del tema de sendos y sonoros arreglos en su instrumento. La entrada electrónica en escenarios se sustituye por una de percusión, que en las giras de 1990 y 1993-94 se reproducía con caja de ritmos y posteriormente ha realizado Eigner de manera acústica. Para la gira Delta Machine Tour la entrada de percusión se antecedió con la suave introducción electrónica de su versión como sencillo.
Adicionalmente el tema instrumental "Kaleid" fue utilizado como intro de los conciertos durante toda la gira World Violation Tour.